# Penguin Liberation Front
El Penguin Liberation Front (PLF) (Front d'Alliberament del Pingüí en català) és un projecte centrat en la distribució de programari que no pot incloure's en la majoria de distribucions de Linux per motius com ara:
- Patents de programari que prohibeixen l'ús d'algorismes independentment de llur implementació.
- Lleis de protecció d'interessos empresarials, com la DMCA als EUA i potser aviat l'EUCD a tot Europa.
- Lleis de restricció de la privadesa, com la criptografia forta en molts estats.

Actualment es fan paquets per a distribucions com ara Mandriva i Ubuntu. Hi trobem programari tant lliure com privatiu que no es troba habitualment en altres categories d'aqueixes distribucions.

## Programes inclosos
La llista de programes és bastant extensa, i PLF separa els programes entre programes amb llicències lliures (plf-free) i no lliures (plf-nonfree). A continuació una llista d'alguns d'ells:
- còdecs de vídeo (win32, divx, xing, realvideo...)
- Drivers propietaris de targetes gràfiques ATI i nVidia
- Emulador de SNES9X
- MythTV
- Opera
- programes de P2P (*mule, edonkey, ...)
- programes de decodificació de DVD
- Quake II
- S.C.U.M.M. (Script Creation Utility for Maniac Mansion)
- Temes del KDE
- RealPlayer: Reproductor en temps real.
- Skype
- Sun JRE: L'entorn d'execució Java de Sun.